# دامیان داتسون
دامیان داتسون (انگلیسی: Damyean Dotson؛ زادهٔ ۶ مهٔ ۱۹۹۴) بازیکن بسکتبال اهل ایالات متحده آمریکا است.

## حرفه
از باشگاه‌هایی که در آن بازی کرده‌است می‌توان به بسکتبال مردان اورگن داکس و نیویورک نیکس اشاره کرد.